# 037号線 (チェコ)
チェコ国鉄037号線、別名リベレツ〜ザヴィドゥフ線（チェコ語：Železniční trať Liberec–Zawidów）は、チェコ国鉄の鉄道線の名称である。
1875年、南北ドイツ連絡鉄道の路線として開業した。旅客列車が運行しているのはチェルノウスィ以南で、国境を越えてポーランドに行く便は運行されていない。037号線自体は、リベレツ - チェルノウスィ間の本線と、フリードラント - インドルジホヴィツェ間の支線からなるが、本頁では本線にのみついて記す。支線についてはフリードラント・ヴ・チェハーフ - インドルジホヴィツェ・ポド・スムルケム線の頁を参照。

## 運行形態
主に、以下の二つの系統が運行されている。
- リベレツ～ラスペナヴァ～チェルノウスィ、ビーリー・ポトク

　　　各駅停車で、平日1～2時間に1本、休日2時間に1本運行されている。平日午後と休日の大部分は2層建て列車で、ラスペナヴァで、チェルノウスィ行と038号線直通便に分割する。
- リベレツ～フリードラント～インドルジホヴィツェ

　　　平日1～2時間に1本、休日2時間に1本運行されている。平日の大部分は、ストラージなど3駅を通過する。また、休日は、主にビーリー・ポトク発着便との2層建て列車として運行され、各駅に停車する。

## 駅一覧
以下では、チェコ国鉄037号線の駅と営業キロ、停車列車、接続路線などを一覧表で示す。
- ◎印：全列車停車
- ○印：一部通過

| 路線名 | 駅名                             | 駅間営業キロ | 累計営業キロ             | 累計営業キロ     | Os | 接続路線                           | 所在地                 | 所在地         |
| ------ | -------------------------------- | ------------ | ------------------------ | ---------------- | -- | ---------------------------------- | ---------------------- | -------------- |
| 037    | リベレツ駅                       | -            | パルドゥビツェから 160.4 | リベレツから 0.0 | ◎  | 030号線、036号線、086号線、089号線 | リベレツ州             | リベレツ郡     |
| 037    | ストラージ・ナド・ニソウ駅       | 3.7          | 164.1                    | 3.7              | ○  |                                    | リベレツ州             | リベレツ郡     |
| 037    | クラースナー・ストゥダーンカ駅   | 2.3          | 166.4                    | 6.0              | ○  |                                    | リベレツ州             | リベレツ郡     |
| 037    | ムニーシェク・ウ・リベルツェ駅   | 4.7          | 171.1                    | 10.7             | ◎  |                                    | リベレツ州             | リベレツ郡     |
| 037    | オルドルジホフ・ヴ・ハーイーフ駅 | 3.3          | 174.4                    | 14.0             | ○  |                                    | リベレツ州             | リベレツ郡     |
| 037    | ラスペナヴァ駅                   | 6.9          | 181.3                    | 20.9             | ◎  | 038号線                            | リベレツ州             | リベレツ郡     |
| 037    | フリードラント・ヴ・チェハーフ駅 | 5.4          | 186.7                    | 26.3             | ◎  | ノヴェー・ムニェスト方面           | リベレツ州             | リベレツ郡     |
| 037    | ミンコヴィツェ駅                 | 6.0          | 192.7                    | 32.3             | ◎  |                                    | リベレツ州             | リベレツ郡     |
| 037    | ヴィシニョヴァー駅               | 2.6          | 195.3                    | 34.9             | ◎  |                                    | リベレツ州             | リベレツ郡     |
| 037    | フィリポフカ駅                   | 2.0          | 197.3                    | 36.9             | ◎  |                                    | リベレツ州             | リベレツ郡     |
| 037    | チェルノウスィ駅                 | 2.3          | 199.6                    | 39.2             | ◎  |                                    | リベレツ州             | リベレツ郡     |
| 037    | ザヴィドゥフ駅                   | 2.6          |                          | 41.8             | ◎  |                                    | ドルヌィ・シロンスク県 | ズゴジェレツ郡 |